# Горіх чорний (Кам'янець-Подільський, вул. Драй-Хмари, 22)
Горі́х чо́рний — ботанічна пам'ятка природи місцевого значення в Україні. Розташована в межах міста Кам'янець-Подільський, вул. Драй-Хмари, 22. 
Площа 0,01 га. Статус надано згідно з розпорядженням облвиконкому від 11.06.1970 року № 156-р«б». Перебуває у віданні: КП «Кам'янецький парк». 
Статус надано з метою збереження одного екземпляра горіха чорного віком понад 70 років. Висота дерева 14 м, діаметр 48 см.